# Most Bohumila Hrabala
Most Bohumila Hrabala (Litolský most ) je most silnice II/272 přes Labe v části Litol města Lysá nad Labem ve Středočeském kraji. Historicky je most doložen už v 18. století, kdy překonával široké řečiště neregulované řeky. Od roku 2010 nese jméno spisovatele Bohumila Hrabala, který dlouhá léta žil v nedalekém Kersku.

## Historie
Původní dřevěný most z 18. století zaniknul pravděpodobně při povodni v roce 1756 (od té doby tu byl jen přívoz). Široký železobetonový silniční most, který se skládal ze tří dvacetimetrových oblouků, byl postaven po regulaci řeky v roce 1926. Měl tři 20 metrů dlouhé segmentové oblouky o celkové délce 123 metrů, které byly ve svých vrcholech pouze 1,5 metru silné, jejich výška se však nad vrcholy pilířů vybíhajícími do řečiště až zdvojnásobovala. Projektantem byl Widemann, postavila jej firma Lanna.
Železobetonový most byl dlouhodobě ve špatném technickém stavu, jeho nízká výška nad hladinou řeky a šířka mezi pilíři neumožňovala plavbu největších nákladních lodí. Proto byl v roce 2003 byl demolován.

## Současný most
Nový ocelový obloukový most (Langerův trám) byl postaven v roce 2002. Má délku 208 metrů a světlost jednotlivých polí je 37,7 + 125 + 33,7 metru. Je široký 15,73 metru a zdvihá se 14 metrů nad terén. Postavila jej firma SDS Exmost Brno. Na obou březích navazuje na přeloženou silnici, na lyské straně později navázal obchvat města.

## Okolí mostu
V bezprostředním okolí mostu se nachází přírodní rezervace Vrť, rozsáhlá chatová kolonie (na litolské straně chatová oblast Felinka) a Zdymadlo Lysá nad Labem.

## Fotogalerie

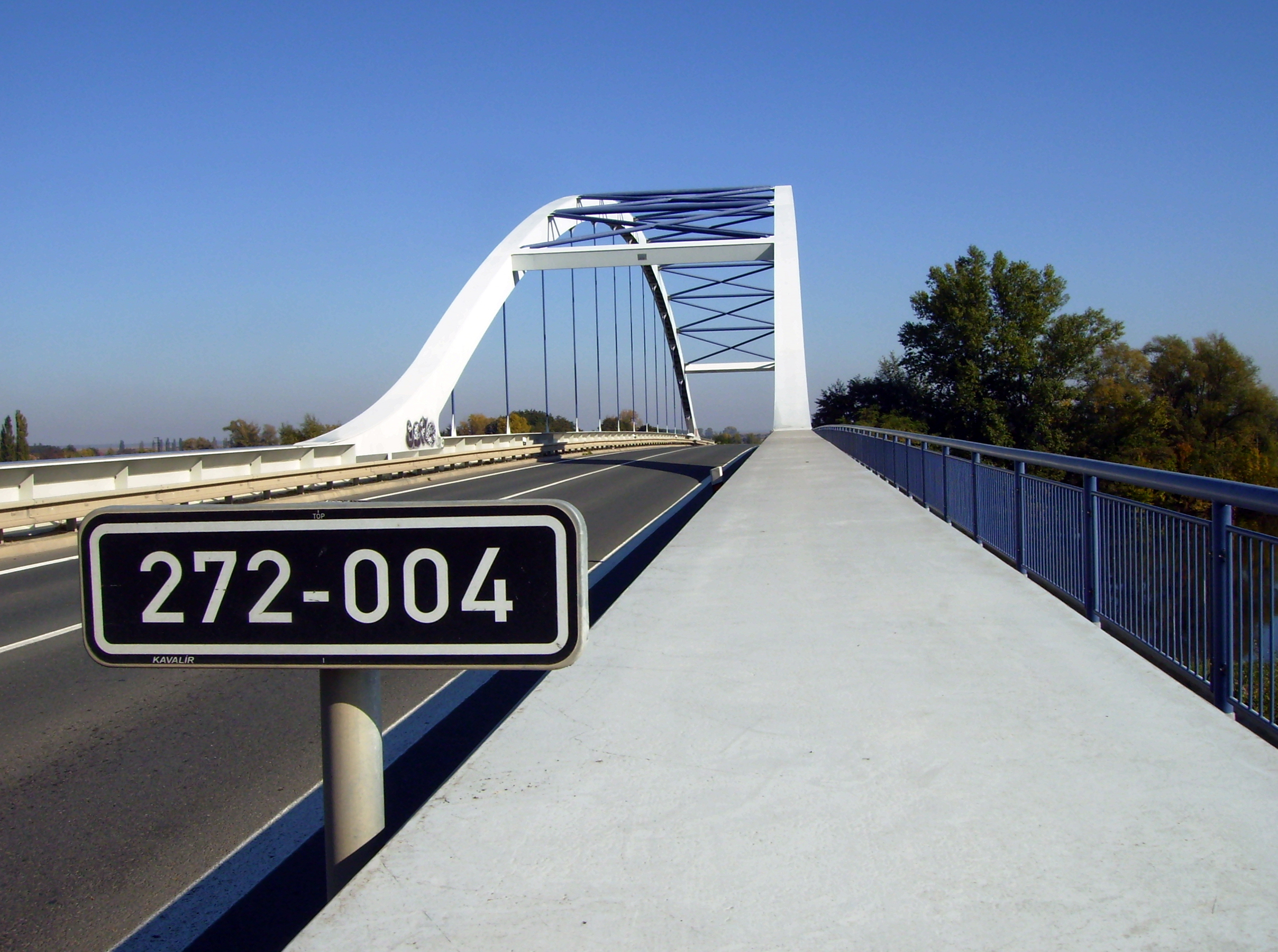
Litolský most
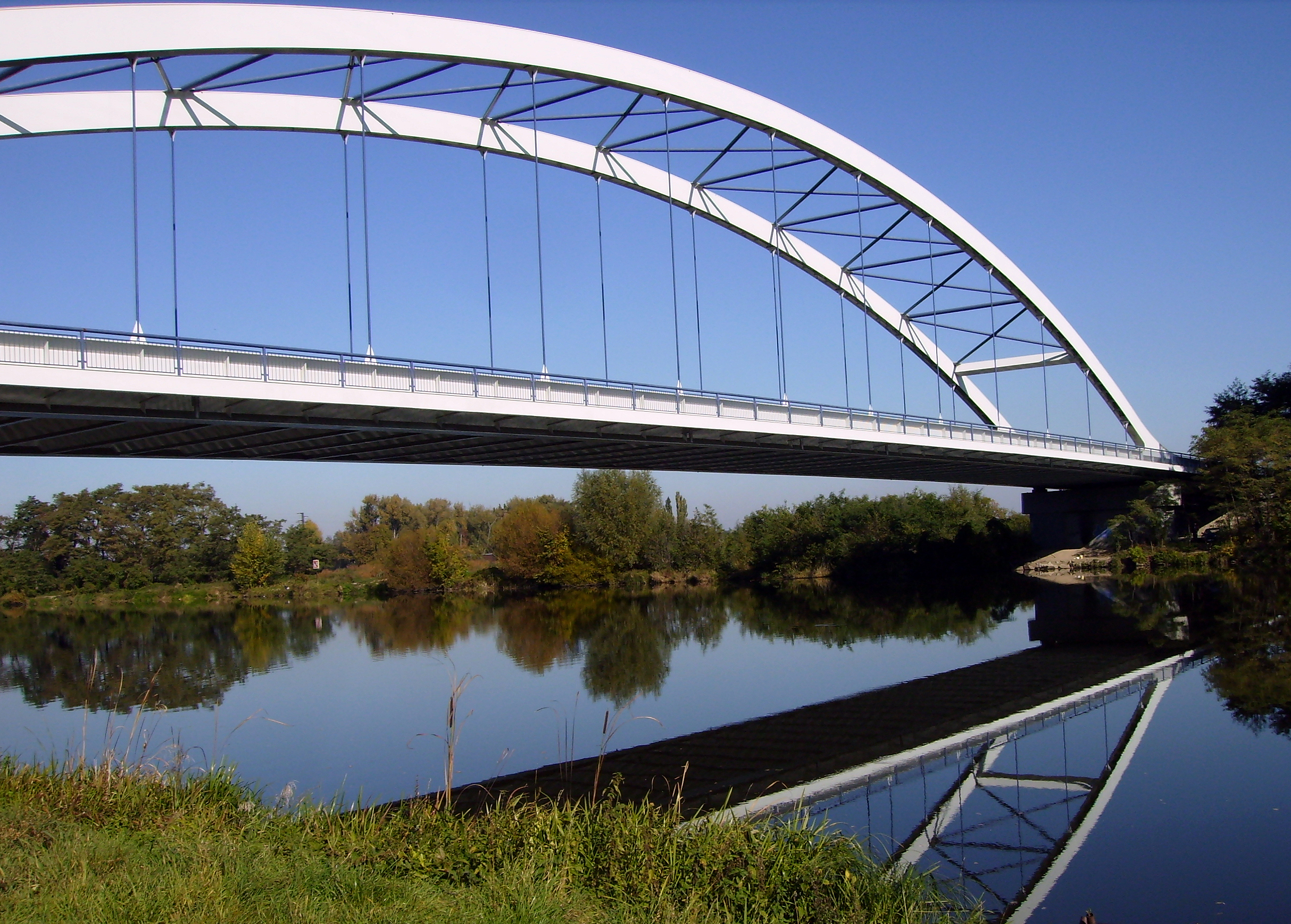
Litolský most
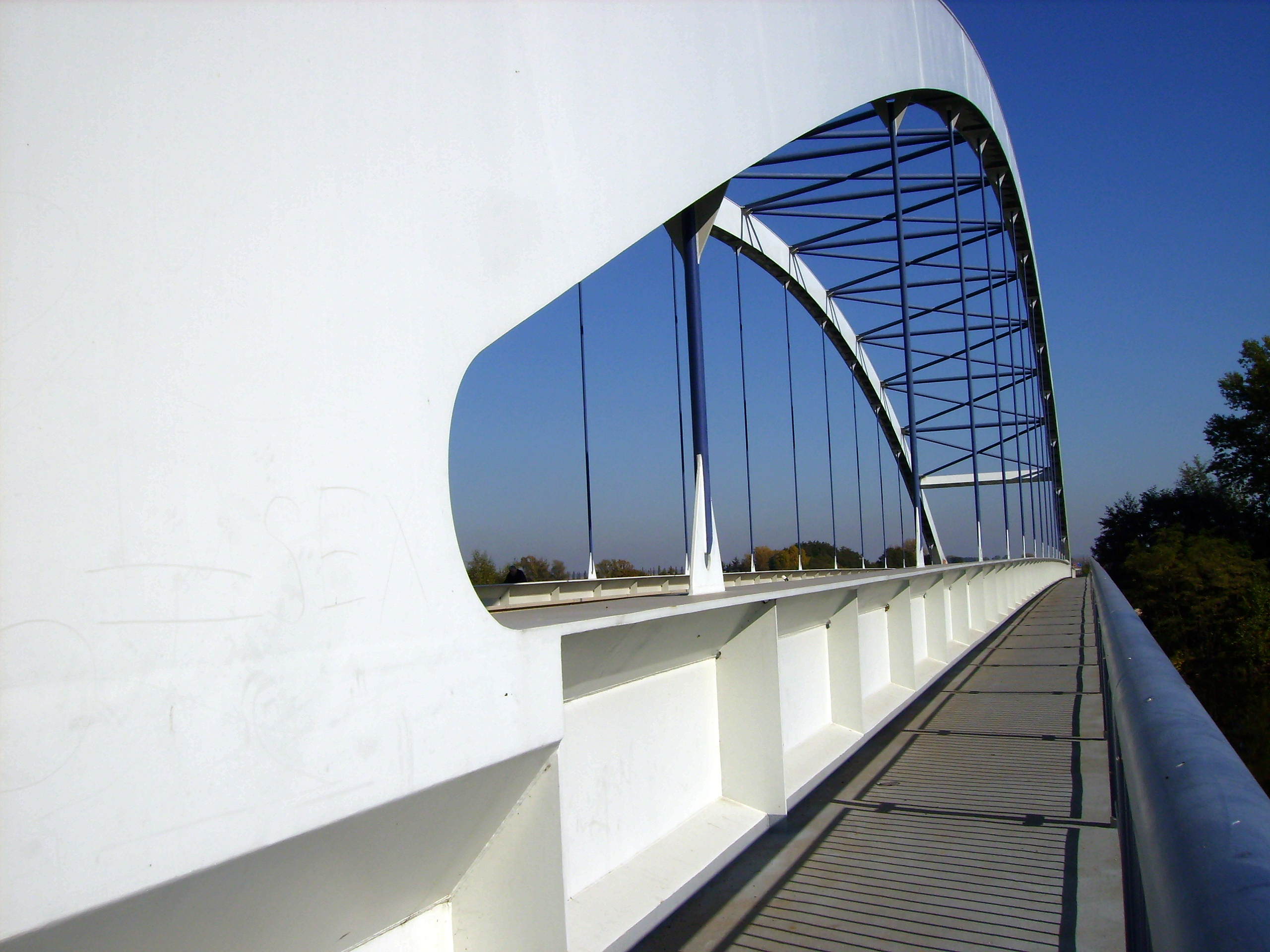
Litolský most
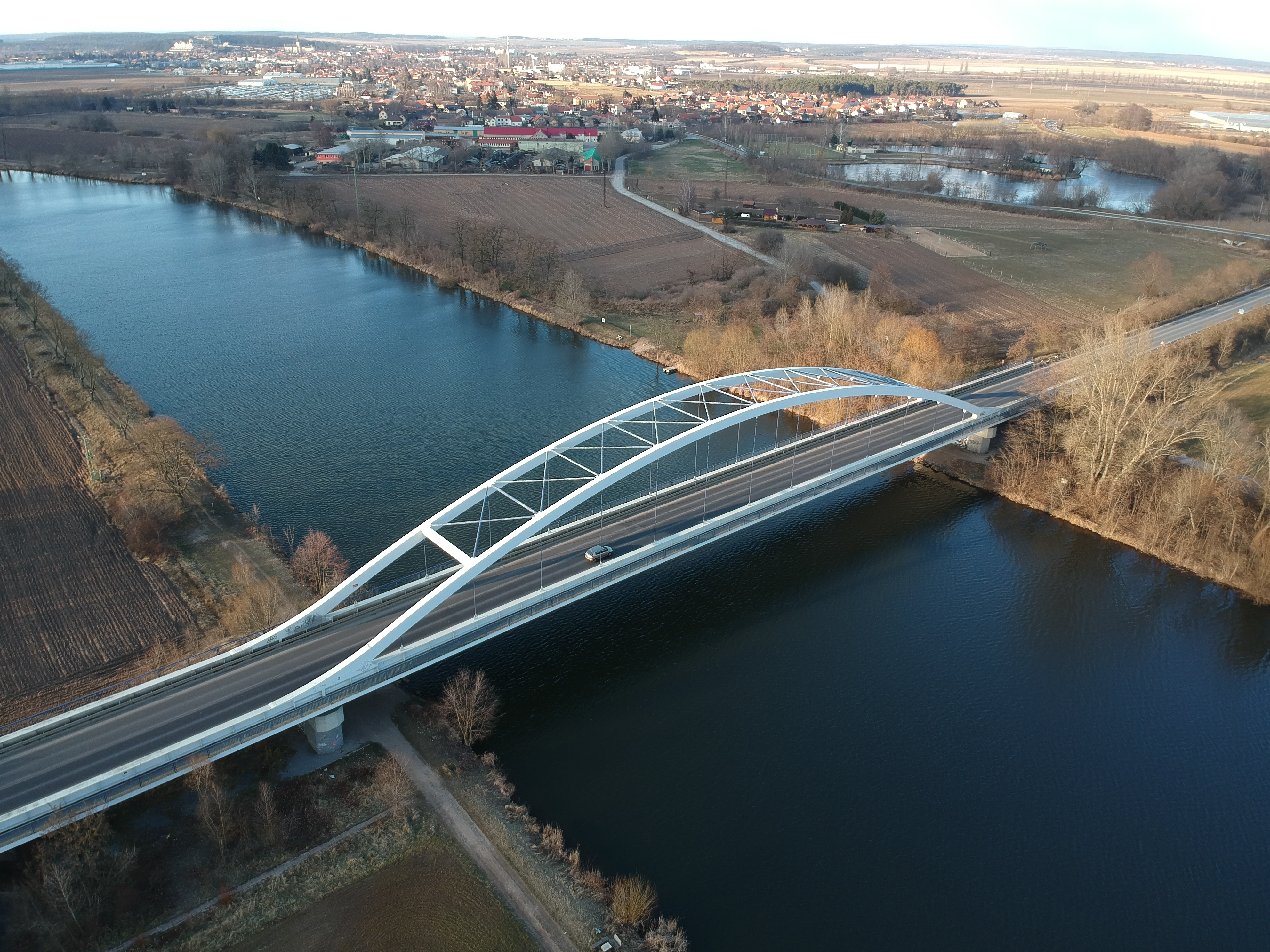
Litolský most
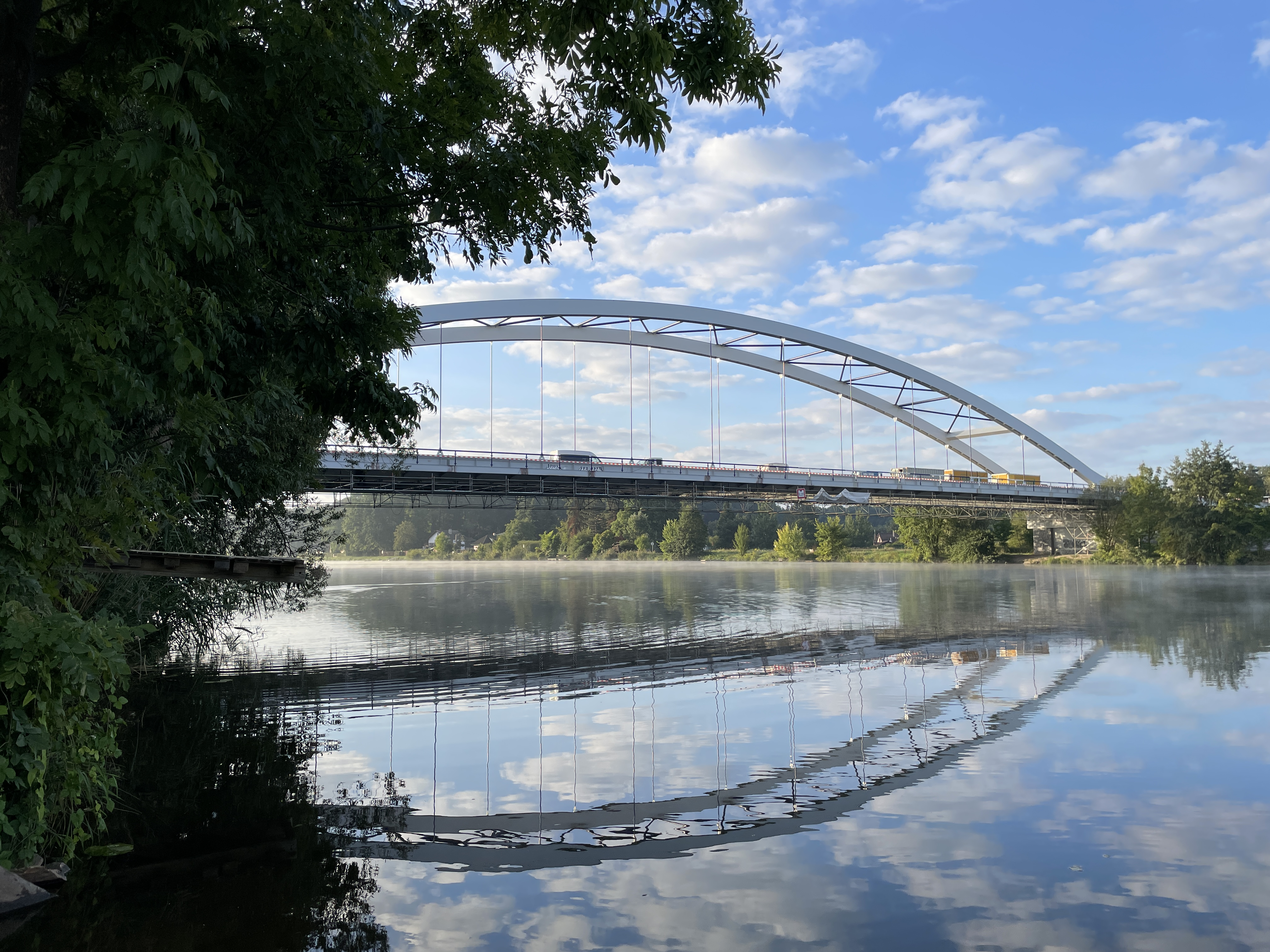
Most Bohumila Hrabala (Litolský most), pohled z pláže